# Малая капибара
Ма́лая капиба́ра или ма́лая водосви́нка (лат. Hydrochoerus isthmius) — крупный полуводный грызун семейства Caviidae, обитающий в восточной Панаме, северо-западной Колумбии и западной Венесуэле. Малая капибара была описана как отдельный вид в 1912 году, но позже была повторно классифицирована как подвид капибары (Hydrochoerus hydrochaeris). После изучения анатомии и генетики в середине 1980-х было принято решение снова признать её отдельным видом.
Малая капибара очень похожа на обыкновенную капибару, однако данный подвид меньший по размеру и имеет более тёмный цвет шерсти.

## Ареал

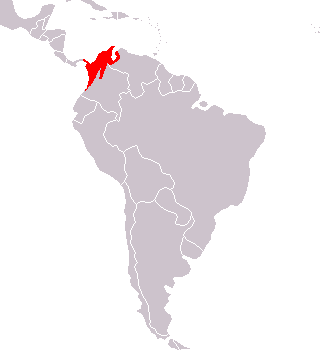
Ареал малой капибары

Ареал малой капибары расположен на северо-западе Южной Америки, причём тяготеет он ближе к берегам Карибского моря. Вид встречается на территории трёх стран: Венесуэла, Панама и Колумбия. Малые капибары обитают в местах,  которые непосредственно примыкают к воде: на болотах, вдоль эстуариев, на поймах рек и ручьёв.

## Питание
Малая капибара — травоядное животное. В рацион вида входят травянистые растения из семейств Астровые (Asteraceae), Осоковые (Cyperaceae), Яснотковые (Lamiaceae), Кипрейные (Onagraceae), Гречишные (Polygonaceae) и Понтедериевые (Pontederiaceae). Растения-гидрофиты и гидатофиты вид потребляет в меньшей степени.
В местах выхода ареала малой капибары в зону хозяйственного освоения, животное не брезгует возделываемыми сельскохозяйственными культурами.

## Образ жизни
Малые капибары ведут полуводный образ жизни. Представители вида обитают в небольших семейных группах, состоящих, как правило, из 4—8 животных. В них входят несколько самок с детенышами и доминантный самец. Некоторые самцы живут отшельниками и пытаются присоединиться к чужой группе только во время эструса самок.
Данная разновидность капибар застенчива и замкнута. Особи взаимодействуют между собой с помощью негромких звуков, которые напоминают хрюканье или хриплый кашель.
Обычно для обозначения территории доминирующий самец (в редких случаях это могут делать и другие члены группы) использует сальные железы на мордочке, трётся об деревья, кусты, траву. Сами же малые капибары ведут обычно ночной образ жизни, хотя в окрестностях Панамского канала особи неоднократно замечались и днём.
Угрозу для данного вида представляют кайманы, крокодилы, удавы и большие кошки (ягуар и пума), а также человек.

## Примечание
1. ↑  Hydrochoerus isthmius (lesser capybara). University of Michigan Museum of Zoology, Animal Diversity Web. Retrieved on June 11, 2009. (англ.). Дата обращения: 8 августа 2022. Архивировано 7 декабря 2007 года.
2. ↑  José Roberto Moreira. Taxonomy, Natural History and Distribution of the Capybara // Capybara: Biology, Use and Conservation of an Exceptional Neotropical Species / José Roberto Moreira, Martin R. Alvarez, Teresa Tarifa … [и др.]. — Springer, 2013. — P. 3–37. — ISBN 978-1-4614-3999-8. — doi:10.1007/978-1-4614-4000-0_1.
3. ↑  Mones, Alvaro. Monografía de la familia Hydrochoeridae (Mammalia: Rodentia): sistemática, paleontología, filogenía, bibliografía :  [исп.]. — Senckenbergische Naturforschende Gesellschaft, 1991. — ISBN 978-3924500634. Архивная копия от 6 мая 2019 на Wayback Machine
4. ↑  Juan Carrascal V; Juan Linares A; Julio Chacón P (2011). Comportamiento del Hydrochoerus hydrochaeris isthmius it is a good boi en un sistema productivo del departamento de Córdoba, Colombia. Revista MVZ Córdoba (исп.). 16 (3). doi:10.21897/rmvz.276.
5. 1 2  LESSER CAPYBARA (англ.). Дата обращения: 8 августа 2022. Архивировано 5 августа 2022 года.
6. ↑  Грызуны – Капибара малая. Дата обращения: 8 августа 2022. Архивировано 9 августа 2022 года.
7. 1 2  FEATURED SPECIES: LESSER CAPYBARA (HYDROCHOERUS ISTHMIUS) (англ.). Дата обращения: 8 августа 2022. Архивировано 8 августа 2022 года.
8. ↑  Капибара малая | Мир животных и растений. zooclub.org.ua. Дата обращения: 25 августа 2023. Архивировано 9 августа 2022 года.
9. ↑  Hydrochoerus isthmius. Goldman 1912 y. (англ.). Дата обращения: 9 августа 2022. Архивировано 9 августа 2022 года.
10. ↑  Грызуны. Малая капибара. Дата обращения: 8 августа 2022. Архивировано 9 августа 2022 года.